# 上海新亚大酒店
上海新亚大酒店 (New Asia Hotel, Shanghai)，位于上海市虹口区天潼路422号。由五和洋行英籍设计师席拉设计，桂兰记营造厂承建，1933年兴建，翌年1月竣工开业，是沪上以经营粤菜为主的大酒店。上海新亚原为新亚酒店在上海设立的分店，1956年以后收归国有，现为独立经营。1994年，上海新亚大酒店建筑入选第二批上海市优秀历史建筑。现在，上海新亚大酒店是由锦江国际集团全资拥有的3星级酒店。

## 历史
新亚大酒店，最初与1928年创办于广州，同年与香港开设分店。新亚酒店由美国粤籍华侨集资的华南置业公司兴办。新亚两字由民国元老于右任手书。自1843年上海开埠以后，广东籍商人、居民涌入上海，成为上海市民的主要组成部分之一，人口数仅次于江苏、浙江省籍。而上海的广东籍市民尤以居住于虹口为最，当时的武昌路曾为人称之为广东街。因此，新亚大酒店在上海开设分店时，便选择临近武昌路附近的虹口地区。同时，加上广州和香港新亚的习惯，酒店一般都设立于水边。所以，最后上海新亚选择位于北四川路和天潼路交界的土地，该地块北邻武昌路等传统广东籍居民区，南部离苏州河仅百米之遥。
新亚酒店大楼于1933年开始动工，占地1866平方米，由英国建筑师席拉设计。酒店分主楼和副楼，高八层。最初营业时，酒店顶层还有屋顶花园，饲养一些小型动物。酒店内的服务也很能体现岭南的风俗，例如地板清洁一直由广东招来的妇女用抹布清洗。同时，每天早晨，新亚大酒店都会根据广东习俗开辟早茶市面。1930年代，新亚的早茶成为沪上一大摩登休闲方式。此外，在经营之初，新亚便提倡入住客人不赌、不嫖、不抽鸦片的三不主义，受到当时社会各界的赞赏。
争后，日军强行征用新亚大酒店，酒店日常营业无法持续。抗战胜利后，联合国善后救济总署和美军驻华顾问团借用该处部分楼层进行办公。1987年，新亚大酒店进行全面改建，2003年和2010年又进行过内部翻修。目前，新亚大酒店是上海三星级酒店。

## 建筑

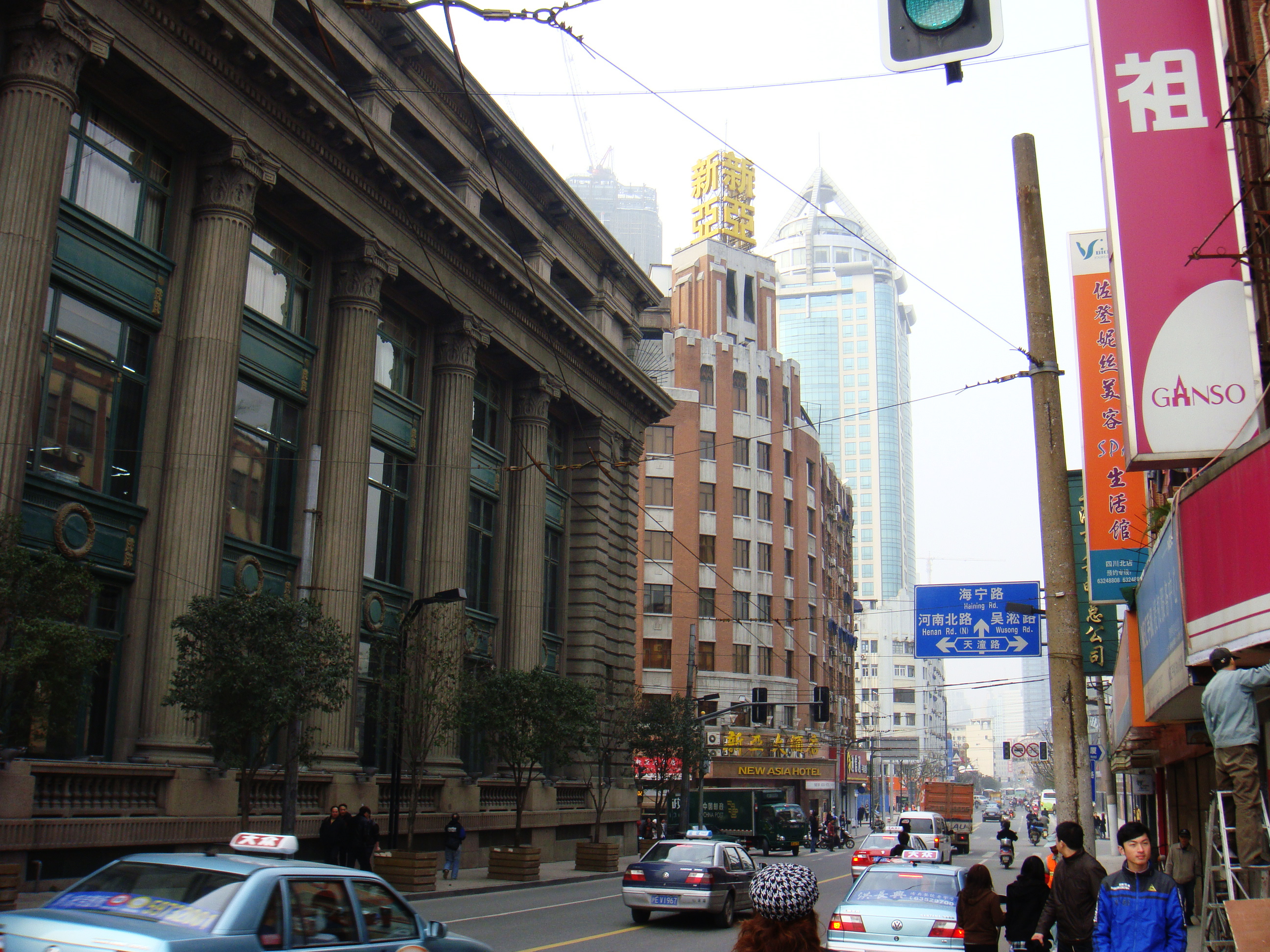
左侧为上海邮政总局，中间则为新亚大酒店

新亚大酒店层高8层，沿四川北路和天潼路两翼平铺展开，酒店主楼占地面积1733平方米，另有副楼占地133平方米，总建筑面积达15900平方米。大楼整体为美国近代式竖线条装饰，墙体外立面采用棕色剁斧面，上部均用棕色砖贴面，主入口最上方设置塔楼一座。
大楼底层为中西餐厅和外卖间，中西餐厅自1930年代起就装置了冷暖气管，而当时上海的酒店里并不多见这样的设备。二层至六层为总计350余间的客房，七层有一座可容纳千人的大型宴会厅。酒店的餐饮以广式和本帮菜肴为主。大楼内部的上下除扶梯外，配备了三部电梯。